# Nauener Platte
Die Brandenburg-Berliner Nauener Platte, die sich über ihr Umland durchschnittlich 15 Meter erhebt, ist eine weitgehend geschlossene Hochfläche, die in der Saaleeiszeit und der letzten Eiszeit entstanden ist. Es überwiegen Grundmoränenflächen, die zum Teil von flachwelligen Endmoränenbildungen überlagert werden. Während die benachbarte Zauche im Süden, der Teltow im Südosten und der Barnim im Nordosten neben der geologischen Formation gleichzeitig die Landschaftsformation bezeichnen, trägt die Kulturlandschaft auf der Nauener Platte den Namen Havelland. Dabei dehnt sich die Flusslandschaft Havelland über die Platte hinaus aus und bezieht insbesondere die Havelniederung und weitere Niederungen ein.

## Lage
Die Nauener Platte liegt in der mittleren Mark und im äußersten Westen Berlins. Die nördliche Grenze bildet das Berliner Urstromtal mit dem Havelländischen Luch, das zum Naturpark Westhavelland gehört, und die Zehdenick-Spandauer Havelniederung. Nördlich des Luchs schließt sich der kleinere Höhenzug Ländchen Glien an. Die Ostgrenze formt die Berlin-Potsdamer Havelseenkette, die dort die Nauener Platte von der östlich gelegenen Hochebene Teltow trennt. Nach ihrem Abknicken in Richtung Westen am Templiner See grenzt die Havelniederung zwischen Potsdam und Brandenburg an der Havel die Platte auch nach Süden ab und trennt sie von der Zauche.
Auch die Westgrenze bildet im ersten Teil die Havelniederung, nachdem der Flusslauf am Plauer See erneut die Richtung ändert und sich nach Norden wendet. Zwischen Pritzerbe, Teil der Stadt Havelsee, und Paulinenaue verläuft der weitere westliche Abschluss der Nauener Platte westlich der Garlitzer Heide und der Ribbecker Heide sowie östlich des Schon- und Schutzgebietes für Großtrappen.
Das Gesamtgebiet umfasst etwa 90.000 Hektar. Die West-Ost-Ausdehnung beträgt rund 45 Kilometer, die Nord-Süd-Ausdehnung rund 20 Kilometer.

## Orte und Landschaftsteile

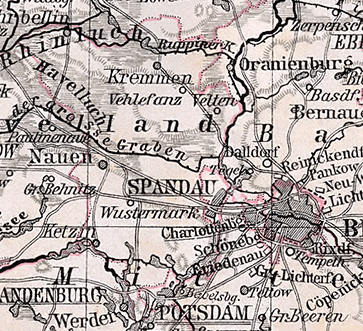
Karte von 1905

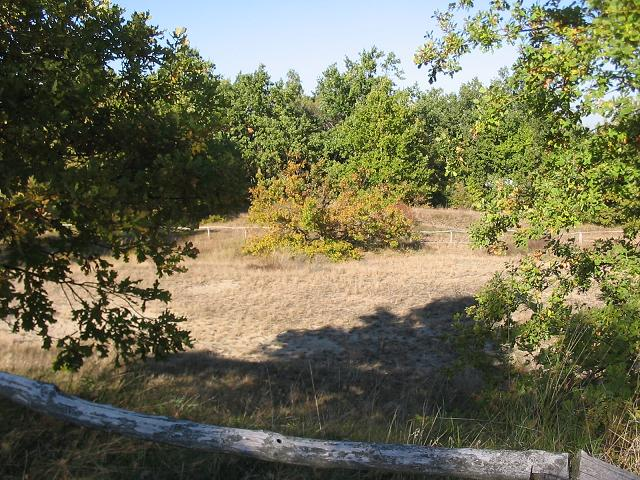
Naturschutzgebiet Windmühlenberg in Berlin-Gatow

Wie die Großstädte Berlin und Potsdam liegt auch die namensgebende Stadt Nauen am Rand der Platte, und zwar am nördlichen Rand. Weitere größere Orte auf der Hochfläche sind Wustermark, Brieselang, Dallgow-Döberitz und Ketzin. Die Städte, Dörfer und Gemeinden auf dem Plateau gehören überwiegend zu den beiden Landkreisen Potsdam-Mittelmark und  Havelland.
Die Nauener Platte wurde von der Landesregierung als Windeignungsgebiet ausgewiesen; deshalb konnte hier der Windpark Ketzin entstehen. Er umfasste acht 2,3 MW-N90-Turbinen mit einer Gesamtleistung von 18,4 MW. Der Windpark mit 100 Meter hohen Rohrtürmen ging im Juni 2005 ans Netz. In den Folgejahren wurden weitere Anlagen installiert. Zu den Windparks Ketzin und Ketzin II gehörten im Juli 2012 zusammen 26 Anlagen mit einer Gesamtleistung von 48,5 MW.  Im Jahr 2015 gab es auf der Nauener Platte ca. 194 Windräder mit einer Gesamtleistung von 338 MW.
Erwähnenswert sind ferner:
- Die Döberitzer Heide mit dem seltenen Vegetationstyp Sand-Trockenrasenflora. Sie liegt auf dem Gebiet des ehemaligen Truppenübungsplatzes Döberitz und umfasst rund 5000 Hektar nebst dem gleichnamigen Naturschutzgebiet sowie dem Naturschutzgebiet Ferbitzer Busch.
- Das Naturschutzgebiet Windmühlenberg auf dem Osthang der Platte zur Havel im Ortsteil Gatow des Berliner Bezirks Spandau, gleichfalls mit Sand-Trockenrasenflora.

## Geostruktur
Die Grundmoränen- und Endmoränenbildungen der Nauener Platte sind zum Teil von Mergeln und Decksanden überlagert, die die Wassermassen der abtauenden Gletscher vor rund 15.000 Jahren zum Ausklang der Weichseleiszeit hinterließen. Die glaziale Prägung des Reliefs führte auf engstem Raum zu einem Wechsel von Geschiebemergel, Geschiebelehm, Sanden und Kiesen. In den Hangbereichen des Plateaus zur Havelniederung treten bei Groß Glienicke, Kladow und Gatow oberflächennah und großräumig bis zu zehn Meter mächtige Hochflächensande auf, wie am Gatower Windmühlenberg, in der Gatower Heide oder bei Karolinenhöhe. Der nährstoffarme und trockene Sand bildet hier ideale Voraussetzungen für die extremen Standortbedingungen des Trockenrasens.
Die übrigen Böden im Oberflächenrelief des jungpleistozänen Landschaftsraumes prägen zum einen Rostbraunerden, die mit einer guten Durchlüftung und tiefen Durchwurzelbarkeit ähnlich wie die Sande trockene und nährstoffarme Standorte bilden. Zum anderen bestimmen Parabraunerden die Böden, die mit ihren höheren Humus- und Tongehalten wie im Landschaftsschutzgebiet der Gatower Feldflur beste Voraussetzungen für den Ackerbau bieten.

## Erhebungen
- Der Schwarze Berg in der Gemeinde Beetzsee, nördlich der Stadt Brandenburg erreicht eine Höhe von 89,3 Metern.
- Der Gallberg in der Stadt Havelsee ist 68,2 Meter hoch. Auf ihm wurde eines der ausgedehntesten Urnengräberfeld der ersten nachchristlichen Jahrhunderte ausgegraben.
- Der Marienberg in der Stadt Brandenburg an der Havel ist 67,7 Meter hoch.
- Der Fohrder Berg in der Stadt Havelsee ist 67,6 Meter hoch. Auf ihm befinden sich mehrere Bergbauflächen. In Tagebauen wird Kies und Sand gewonnen.
- Der Mosesberg in der Gemeinde Beetzseeheide ist 62,9 Meter hoch. Auf ihm wurde ein prähistorischer Urnengräberfriedhof mit Grabbeigaben gefunden.
- Der Hasselberg in der Gemeinde Beetzsee, nördlich der Stadt Brandenburg ist 58,8 Meter hoch. Auf ihm wurde ein ausgedehnter prähistorischer Urnenfriedhof entdeckt.
- Der Windmühlenberg im Berliner Ortsteil Gatow ist 52 Meter hoch.